# Mandat des Sept Montagnes
Le Mandat des Sept Montagnes, 7M, 7MM, ou Dominionisme des Sept Montagnes, est un mouvement chrétien conservateur dominioniste au sein de l'évangélisme (protestantisme évangélique), indépendant des associations charismatiques,,,,. Il soutient qu'il existe sept aspects de la société que les croyants cherchent à dominer : la famille, la religion, l'éducation, les médias, les arts et le divertissement, le commerce, ainsi que le gouvernement. 

## Histoire
Selon ses fidèles, le mouvement aurait démarré en 1975 avec un message supposé de Dieu délivré par les évangéliques Loren Cunningham, Bill Bright et Francis Schaeffer les ordonnant d'envahir les "sept sphères" de la société identifiées comme la famille, la religion, l'éducation, les médias, le divertissement, le commerce, et le gouvernement. L'idée ne fut sérieusement considérée qu'en 2000 lors d'une réunion entre Cunningham et Lance Wallnau. Le mouvement gagne en notoriété à partir de 2013 à la suite de la parution de Invading Babylon: The 7 Mountain Mandate, écrit par Wallnau et Bill Johnson,. 
Au commencement, le mouvement fut soutenu par la première présidence de Donald Trump, dont la membre Paula White devint la conseillère spirituelle de Trump. En 2020, Charlie Kirk déclara : "enfin nous avons un président qui comprend les sept montagnes de l'influence culturelle" lors d'un discours à la Conférence d'action politique conservatrice. 
Certains experts déclarèrent que « la plupart, sinon la totalité, des dirigeants [du Mandat des Sept Montagnes] se trouvent au sein du mouvement de la Nouvelle réforme apostolique. »  Il est également décrit comme détenant le "statut révélateur" au sein de la Nouvelle réforme apostolique. Christianity Today a qualifié le Mandat des Sept Montagnes de "figure idéologique", faisant partie de la Nouvelle réforme apostolique, du Réseau indépendant du christianisme charismatique, ainsi que du mouvement néo-charismatique. 
En janvier 2024, un sondage de l'Université Denison révèle que 41% des chrétiens américains font confiance au Mandat des Sept Montagnes.

## Théorie
Le Mandat des Sept Montagnes fait partie du dominionisme.
La base biblique du mouvement se trouve dans le Livre de l'Apocalypse 17:1-18, où le verset 9 indique : "Ici, il faut l’intelligence mais avec la sagesse. Les sept têtes sont sept collines sur lesquelles réside la femme ; elles sont aussi sept rois". Les sept domaines qui, selon le mouvement, influencent la société et qu’ils cherchent à influencer sont la famille, la religion, l’éducation, les médias, le divertissement, les affaires et le gouvernement. Ils pensent que leur mission d'influencer le monde à travers ces sept sphères se justifie par le Livre d'Isaïe 2:2 : "Il arrivera dans les derniers jours que la montagne de la Maison du Seigneur se tiendra plus haut que les monts, s’élèvera au-dessus des collines. Vers elle afflueront toutes les nations". 
En employant cette lutte spirituelle stratégique, les adhérents espèrent prendre le contrôle des sept montagnes en recherchant et cartographiant les bastions géographiques des esprits territoriaux, usant la prophétie des prophètes du mouvement, afin de déterminer les noms des démons ainsi que leurs rôles, et l'intercession au sein de laquelle ils prient sur place dans le but de débarrasser l'endroit, ou la "montagne" des démons. 
Les fidèles croient qu'en accomplissant le Mandat des Sept Montagnes, ils peuvent établir le royaume de Dieu sur terre, et provoquer la fin des temps,.

## Organisations

### 7M Films
7M Films est une agence de gestion des talents accusée de comportement sectaire,.

### Ziklag
Ziklag est une association chrétienne à but non lucratif portant le nom de la cité biblique de Ziklag adhérant au Mandat des Sept Montagnes. Ses membres sont exclusivement des particuliers fortunés avec une fortune s'élevant à plus de 25 millions de dollars ainsi que des intérêts basés sur la foi. 

## Fidèles importants
- Michele Bachmann, candidate républicaine à la primaire présidentielle de 2012 et représentante américaine pour le 6e district du Minnesota de 2007 à 2015[16].
- Lauren Boebert, membre du Parti républicain, siège à la Chambre des représentants des États-Unis pour le Colorado[17].
- Rafael Cruz, pasteur et père du sénateur républicain pour le Texas, Ted Cruz[3].
- Butch Hartman, animateur américain.
- Mike Johnson, représentant républicain des États-Unis pour le 4e district du Congrès de la Louisiane et président de la Chambre des représentants[18].
- Tom Parker, Juge Président de la Cour Suprême de l'Alabama[18],[19].
- Paula White, conseillère spirituelle de Donald Trump[4].
- Andrew Wommack, dirigeant évangélique[20],[21].

## Critique
En 2018, Richard Tanksley et Marlin Schaich affirmèrent que les premiers aspects du Mandat des Sept Montagnes sont "presque identiques aux appareils idéologiques d'État développés par Louis Althusser... sur la base de théories de Karl Marx... Antonio Gramsci, et tant d'autres". 